# Marco Varnier
Marco Varnier (Padova, 8 giugno 1998) è un calciatore italiano, difensore della Juve Stabia.

## Caratteristiche tecniche
(Lucio Fasolato, responsabile del settore giovanile del Cittadella)
Difensore centrale longilineo, che sfrutta il fisico a suo vantaggio negli interventi aerei. Possiede visione di gioco ed è tempestivo negli interventi difensivi. Valido in fase di impostazione e nel palleggio, per questo, a diciannove anni, è stato paragonato a Leonardo Bonucci.

## Carriera

### Club

#### Cittadella e Atalanta
Cresce calcisticamente nel Padova, squadra della sua città natale. Nel 2014, in seguito al fallimento della squadra biancoscudata passa da svincolato nelle giovanili del Cittadella.
Esordisce in prima squadra il 10 dicembre 2015 nella partita degli ottavi di Coppa Italia Lega Pro vinta 2-1 contro il Bassano Virtus.
Esordisce in campionato la stagione successiva, il 30 dicembre 2016, nella partita di Serie B vinta per 2-1 contro la Virtus Entella, le buone prestazioni convincono la squadra granata a non intervenire sul mercato dando fiducia al giocatore.
Nella stagione successiva si conferma titolare e trova il primo gol fra i professionisti il 25 novembre 2017, nella gara vinta per 2-1 contro la Salernitana; a fine stagione viene eletto miglior difensore della Serie B.
Il 2 luglio 2018 passa in prestito con obbligo di riscatto per 5 milioni di euro all'Atalanta, club di Serie A; dopo nemmeno una settimana nel nuovo club, in allenamento, si procura la rottura del legamento crociato del ginocchio destro, che lo tiene fuori per tutta la stagione.

#### Prestiti a Pisa, Como e Ferrara
Il 27 agosto 2019 viene ceduto a titolo temporaneo al Pisa in Serie B. Tuttavia nell'ottobre successivo, nella partita in trasferta giocata a Perugia, si procura nuovamente la rottura del legamento crociato questa volta del ginocchio sinistro costringendolo ad uno stop forzato di almeno sei mesi. Dopo il suo rientro in campo ottiene 9 presenze in Serie B fino al termine della stagione.
Il 10 settembre 2020 il prestito al club toscano viene confermato per un'altra stagione.
Il 3 luglio 2021 si trasferisce, sempre a titolo temporaneo, al Como.
Il 2 luglio 2022 viene ceduto in prestito alla SPAL. Segna il suo primo gol con gli estensi il 7 maggio 2023, segnando l'unica rete della sconfitta per 2-1 in casa del Palermo.

#### Ritorno a Bergamo e Juve Stabia
Per la stagione 2023-2024 torna a Bergamo, militando nella appena creata squadra U23, inserita in Serie C. Conclude il campionato con 21 presenze e 0 reti segnate.
Il 10 luglio 2024 viene ceduto a titolo definitivo alla Juve Stabia, neopromossa in Serie B.

### Nazionale
Dopo diverse presenze con le rappresentative Under-19 ed Under-20, il 5 ottobre 2017 esordisce con la nazionale Under-21 nella partita giocata contro i pari età dell'Ungheria.

## Statistiche

### Presenze e reti nei club
Statistiche aggiornate al 25 maggio 2025.
| Stagione          | Squadra           | Campionato        | Campionato | Campionato | Coppe nazionali | Coppe nazionali | Coppe nazionali | Coppe continentali | Coppe continentali | Coppe continentali | Altre coppe | Altre coppe | Altre coppe | Totale | Totale |
| Stagione          | Squadra           | Comp              | Pres       | Reti       | Comp            | Pres            | Reti            | Comp               | Pres               | Reti               | Comp        | Pres        | Reti        | Pres   | Reti   |
| ----------------- | ----------------- | ----------------- | ---------- | ---------- | --------------- | --------------- | --------------- | ------------------ | ------------------ | ------------------ | ----------- | ----------- | ----------- | ------ | ------ |
| 2015-2016         | Cittadella        | LP                | 0          | 0          | CI+CI-LP        | 0+6             | 0               | -                  | -                  | -                  | SC-LP       | 0           | 0           | 6      | 0      |
| 2016-2017         | Cittadella        | B                 | 14         | 0          | CI              | 0               | 0               | -                  | -                  | -                  | -           | -           | -           | 14     | 0      |
| 2017-2018         | Cittadella        | B                 | 32+3       | 2          | CI              | 1               | 0               | -                  | -                  | -                  | -           | -           | -           | 36     | 2      |
| Totale Cittadella | Totale Cittadella | Totale Cittadella | 46+3       | 2          |                 | 7               | 0               |                    | -                  | -                  |             | 0           | 0           | 56     | 2      |
| 2018-2019         | Atalanta          | A                 | 0          | 0          | CI              | 0               | 0               | UEL                | 0                  | 0                  | -           | -           | -           | 0      | 0      |
| 2019-2020         | Pisa              | B                 | 9          | 0          | CI              | 0               | 0               | -                  | -                  | -                  | -           | -           | -           | 9      | 0      |
| 2020-2021         | Pisa              | B                 | 12         | 0          | CI              | 0               | 0               | -                  | -                  | -                  | -           | -           | -           | 12     | 0      |
| Totale Pisa       | Totale Pisa       | Totale Pisa       | 21         | 0          |                 | 0               | 0               |                    | -                  | -                  |             | -           | -           | 21     | 0      |
| 2021-2022         | Como              | B                 | 12         | 0          | CI              | -               | -               | -                  | -                  | -                  | -           | -           | -           | 12     | 0      |
| 2022-2023         | SPAL              | B                 | 15         | 1          | CI              | 0               | 0               | -                  | -                  | -                  | -           | -           | -           | 15     | 1      |
| 2023-2024         | Atalanta U23      | C                 | 20+1       | 0          | CI-C            | 0               | 0               | -                  | -                  | -                  | -           | -           | -           | 21     | 0      |
| 2024-2025         | Juve Stabia       | B                 | 25+2       | 1          | CI              | 1               | 0               | -                  | -                  | -                  | -           | -           | -           | 28     | 1      |
| Totale carriera   | Totale carriera   | Totale carriera   | 139+6      | 4          |                 | 8               | 0               |                    | 0                  | 0                  |             | 0           | 0           | 153    | 4      |

### Cronologia presenze e reti in nazionale
| Cronologia completa delle presenze e delle reti in nazionale ― Italia under 21 | Cronologia completa delle presenze e delle reti in nazionale ― Italia under 21 | Cronologia completa delle presenze e delle reti in nazionale ― Italia under 21 | Cronologia completa delle presenze e delle reti in nazionale ― Italia under 21 | Cronologia completa delle presenze e delle reti in nazionale ― Italia under 21 | Cronologia completa delle presenze e delle reti in nazionale ― Italia under 21 | Cronologia completa delle presenze e delle reti in nazionale ― Italia under 21 | Cronologia completa delle presenze e delle reti in nazionale ― Italia under 21 |
| Data                                                                           | Città                                                                          | In casa                                                                        | Risultato                                                                      | Ospiti                                                                         | Competizione                                                                   | Reti                                                                           | Note                                                                           |
| ------------------------------------------------------------------------------ | ------------------------------------------------------------------------------ | ------------------------------------------------------------------------------ | ------------------------------------------------------------------------------ | ------------------------------------------------------------------------------ | ------------------------------------------------------------------------------ | ------------------------------------------------------------------------------ | ------------------------------------------------------------------------------ |
| 5-10-2017                                                                      | Budapest                                                                       | Ungheria under 21                                                              | 2 – 6                                                                          | Italia under 21                                                                | Amichevole                                                                     | -                                                                              | 70’                                                                            |
| 27-3-2018                                                                      | Novi Sad                                                                       | Serbia under 21                                                                | 0 – 1                                                                          | Italia under 21                                                                | Amichevole                                                                     | -                                                                              | 80’                                                                            |
| 3-9-2020                                                                       | Lignano Sabbiadoro                                                             | Italia under 21                                                                | 2 – 1                                                                          | Slovenia under 21                                                              | Amichevole                                                                     | -                                                                              | 73’                                                                            |
| 8-9-2020                                                                       | Kalmar                                                                         | Svezia under 21                                                                | 3 – 0                                                                          | Italia under 21                                                                | Qual. Europeo Under-21 2021                                                    | -                                                                              | 46’                                                                            |
| Totale                                                                         |                                                                                | Presenze                                                                       | 4                                                                              |                                                                                | Reti                                                                           | 0                                                                              |                                                                                |

| Cronologia completa delle presenze e delle reti in nazionale ― Italia under 20 | Cronologia completa delle presenze e delle reti in nazionale ― Italia under 20 | Cronologia completa delle presenze e delle reti in nazionale ― Italia under 20 | Cronologia completa delle presenze e delle reti in nazionale ― Italia under 20 | Cronologia completa delle presenze e delle reti in nazionale ― Italia under 20 | Cronologia completa delle presenze e delle reti in nazionale ― Italia under 20 | Cronologia completa delle presenze e delle reti in nazionale ― Italia under 20 | Cronologia completa delle presenze e delle reti in nazionale ― Italia under 20 |
| Data                                                                           | Città                                                                          | In casa                                                                        | Risultato                                                                      | Ospiti                                                                         | Competizione                                                                   | Reti                                                                           | Note                                                                           |
| ------------------------------------------------------------------------------ | ------------------------------------------------------------------------------ | ------------------------------------------------------------------------------ | ------------------------------------------------------------------------------ | ------------------------------------------------------------------------------ | ------------------------------------------------------------------------------ | ------------------------------------------------------------------------------ | ------------------------------------------------------------------------------ |
| 10-5-2017                                                                      | Coverciano                                                                     | Italia under 20                                                                | 0 – 0                                                                          | Venezuela under 20                                                             | Amichevole                                                                     | -                                                                              | 80’                                                                            |
| 5-9-2017                                                                       | Imola                                                                          | Italia under 20                                                                | 6 – 1                                                                          | Polonia under 20                                                               | Torneo Quattro Nazioni                                                         | -                                                                              | 81’                                                                            |
| 9-11-2017                                                                      | Chemnitz                                                                       | Germania under 20                                                              | 2 – 2                                                                          | Italia under 20                                                                | Torneo Quattro Nazioni                                                         | -                                                                              |                                                                                |
| 14-11-2017                                                                     | Lignano Sabbiadoro                                                             | Italia under 20                                                                | 1 – 0                                                                          | Paesi Bassi under 20                                                           | Torneo Quattro Nazioni                                                         | -                                                                              |                                                                                |
| Totale                                                                         |                                                                                | Presenze                                                                       | 4                                                                              |                                                                                | Reti                                                                           | 0                                                                              |                                                                                |

| Cronologia completa delle presenze e delle reti in nazionale ― Italia under 19 | Cronologia completa delle presenze e delle reti in nazionale ― Italia under 19 | Cronologia completa delle presenze e delle reti in nazionale ― Italia under 19 | Cronologia completa delle presenze e delle reti in nazionale ― Italia under 19 | Cronologia completa delle presenze e delle reti in nazionale ― Italia under 19 | Cronologia completa delle presenze e delle reti in nazionale ― Italia under 19 | Cronologia completa delle presenze e delle reti in nazionale ― Italia under 19 | Cronologia completa delle presenze e delle reti in nazionale ― Italia under 19 |
| Data                                                                           | Città                                                                          | In casa                                                                        | Risultato                                                                      | Ospiti                                                                         | Competizione                                                                   | Reti                                                                           | Note                                                                           |
| ------------------------------------------------------------------------------ | ------------------------------------------------------------------------------ | ------------------------------------------------------------------------------ | ------------------------------------------------------------------------------ | ------------------------------------------------------------------------------ | ------------------------------------------------------------------------------ | ------------------------------------------------------------------------------ | ------------------------------------------------------------------------------ |
| 22-2-2017                                                                      | Bologna                                                                        | Italia under 19                                                                | 3 – 3                                                                          | Francia under 19                                                               | Amichevole                                                                     | -                                                                              |                                                                                |
| 23-3-2017                                                                      | Hamme                                                                          | Irlanda under 19                                                               | 2 – 0                                                                          | Italia under 19                                                                | Qual. Europeo Under-19 2017                                                    | -                                                                              | 72’                                                                            |
| 25-3-2017                                                                      | Hamme                                                                          | Belgio under 19                                                                | 1 – 1                                                                          | Italia under 19                                                                | Qual. Europeo Under-19 2017                                                    | -                                                                              | 72’                                                                            |
| 28-3-2017                                                                      | Hamme                                                                          | Italia under 19                                                                | 0 – 1                                                                          | Svezia under 19                                                                | Qual. Europeo Under-19 2017                                                    | -                                                                              |                                                                                |
| Totale                                                                         |                                                                                | Presenze                                                                       | 4                                                                              |                                                                                | Reti                                                                           | 0                                                                              |                                                                                |

## Palmarès

### Club

#### Competizioni giovanili
- Campionato Berretti: 1

Cittadella: 2015-2016

#### Competizioni nazionali
- Lega Pro: 1

Cittadella: 2015-2016 (girone A)